# Marie-Hélène Arnaud
Marie-Hélène Arnaud (Montmorency, 24 settembre 1934 – Parigi, 6 ottobre 1986) è stata una modella e attrice francese.

## Biografia
È ricordata per aver interpretato il ruolo di Lady Beltham nel film Fantomas 70 (1964), al fianco di Jean Marais e Louis de Funès.
Come mannequin ha sfilato per Coco Chanel (di cui divenne la modella preferita), e come personaggio pubblico degli anni cinquanta e sessanta ha frequentato l'ambiente del jet set, segnatamente quello parigino che gravitava attorno al famoso ristorante Chez Maxim's.
Tra le altre sue apparizioni cinematografiche, quella nel musical Gigi (1958) di Vincente Minnelli, dove partecipa come comparsa in una sequenza proprio da Chez Maxim's.

## Filmografia
- Mannequins de Paris, regia di André Hunebelle (1956)
- Le collegiali (Les collégiennes), regia di André Hunebelle (1957)
- Ça aussi c'est Paris, regia di Maurice Cloche (1957)
- Gigi, regia di Vincente Minnelli (1958)
- Fantomas 70 (Fantômas), regia di André Hunebelle (1964)